# Sino-Kaukasisch
Sino-Kaukasisch ist eine von Sergei Anatoljewitsch Starostin 1984 begründete Vorform der eurasisch-nordamerikanischen Makrofamilie Dene-Kaukasisch, die aus Sinotibetisch, Nordkaukasisch  und Jenisseisch besteht. Durch die Hinzunahme der Na-Dené-Sprachen wurde das Sino-Kaukasische zum Dene-Kaukasischen erweitert.
Alle weiteren Informationen siehe im Artikel Dene-Kaukasisch.

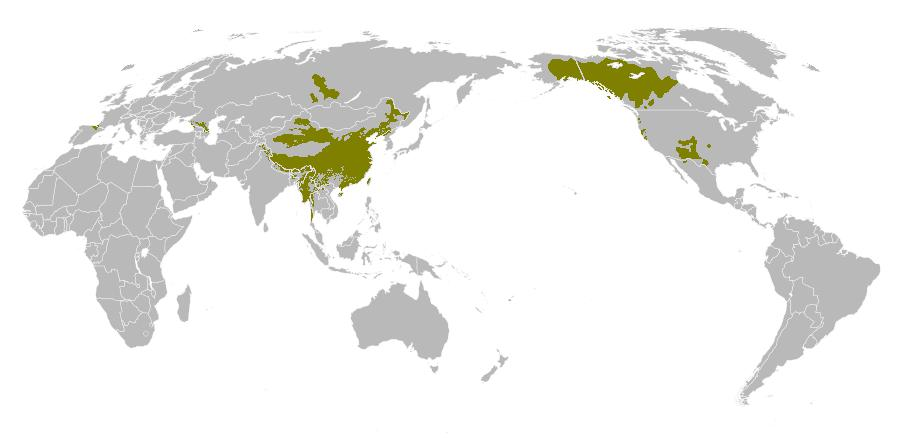
Sino-Kaukasisch-Familie